# Paragon of Dissonance
Paragon of Dissonance (englisch Vorbild der Dissonanz) ist ein Album der britischen Funeral-Doom-Band Esoteric.

## Geschichte
Im Anschluss an die Veröffentlichung von The Maniacal Vale schrieb die Band weitere Songs, mit welchen Esoteric in den folgenden Monaten experimentierte und probte, bevor ein weiteres Album eingespielt werden sollte. Die Band entschied sich dabei, die Schlüsselelemente der Stücke stärker präsent zu machen.
Von Juni 2010 bis November 2011 zog sich Gordon Bicknell im Gefüge der Band zurück und brachte sich auch in der Produktion des Albums nur geringfügig ein. Zur Veröffentlichung wurde er nicht als Mitglied der Gruppe, aber als Songschreiber und beteiligter Musiker geführt.

„He took a break from playing within the band full-time between June 2010 and November 2011 due to personal circumstances, but we didn’t make any official announcement as we didn’t find a suitable replacement and had always hoped that it would be a temporary situation and it was. He will remain in the band for the forseeable future. It was always on friendly terms. Gordon is a lifelong friend of mine with a friendship that has spanned 20 years and nothing will ever change that, whether he would leave the band or not. But like myself, Esoteric is a part of him that he is still inspired to do and dedicated to even after 20 years.“

„Er nahm aus persönlichen Gründen zwischen Juni 2010 und November 2011 eine Vollzeitpause von der Band, aber wir gaben keine offizielle Ankündigung, da wir keinen geeigneten Ersatz fanden und immer gehofft hatten, dass es eine vorübergehende Situation ist und so war es. Er wird auf absehbare Zeit in der Band bleiben. Es war immer freundschaftlich. Gordon ist mein Freund auf Lebenszeit mit einer Freundschaft, die sich über 20 Jahre erstreckt, und daran wird sich nichts ändern, egal ob er die Band verlässt oder nicht. Aber wie für mich ist Esoteric ein Teil von ihm, in dem er auch nach 20 Jahren immer noch inspiriert und engagiert ist.“

Als weiterer Gastmusiker wurde der Pianist Mark Lockett hinzugezogen. Entsprechend blieb Greg Chandler, der als Sänger, Gitarrist und Keyboarder agierte das letzte Mitglied der Ur-Besetzung der Band. Neben ihm brachten sich der Bassist Mark Bodossian, der Keyboarder und Gitarrist Jim Nolan sowie der Schlagzeuger Joe Fletcher als Bandmitglieder in die Aufnahme ein. Der Keyboarder Olivier Goyet hatte Esoteric hingegen zur Aufnahme des Albums bereits wieder verlassen.
Die vorherigen Gegebenheiten der Aufnahme und der Veröffentlichung behielt die Gruppe bei. Die Aufnahme absolvierte Esoteric in Chandlers Priory Recording Studios. Veröffentlicht wurde das Album in Kooperation mit den Label Season of Mist als CD und, anders als die vorausgehenden Alben, unmittelbar und über Svart Records als LP. Von April bis Juni 2021 remasterte Chandler das Album. Im Oktober des gleichen Jahres erschien es zum zehnjährigen Jubiläum in der überarbeiteten Version.

## Albuminformationen
Paragon of Dissonance ist, sofern Metamorphogenesis als Album gerechnet wird, das sechste Studioalbum der Band.

### Umfang und Gestaltung
Das 2011 erstmals veröffentlichte Album enthält sieben separate Stücke, die auf zwei CDs oder zwei LPs eine Gesamtspielzeit von 1:30:18 Stunden haben. Das Doppel-Vinyl-Album wurde auf 400 Exemplare limitiert und nummeriert. 100 Exemplare der über Svart Records veröffentlichten Vinyl-Version erschienen als schwarze Vinyl, 300 in transparentem Grau.
Die Gestaltung übernahm, wie zu der vorherigen Veröffentlichung The Maniacal Vale, die Künstlerin Kati Astraeir.

### Stil
Die Musik auf dem Album sollte laut Chandler abwechslungsreicher als vorherige Veröffentlichungen sein und eine größere Bandbreite und größere Kontrast an Melodien, Songwriting-Stilen, Emotionen und Klanglandschaften beinhalten. Die Musik wird als Fortführung von The Maniacal Vale beurteilt. Der Stil entspricht dem psychedelischen Funeral Doom, mit dem die Band populär ist, bietet jedoch mehr Raum für Melodien und Harmonien.

„In bekannter Manier ergießen sich die tief und träge brummenden Riffs, verwoben mit schrill schreddernden Leads und Ambient-Anteilen, beladen mit Effekten, unterlegt von langsam marschierenden Rhythmen und gepeitscht von Greg Chandlers kraftvollem Grunzen und Schreien.“

Durch die veränderte Gewichtung wird den Stücken eine dichtere Wirkung zugesprochen. Der Gruppe gelänge es, noch „mehr subtile Details in Form von Gitarrenmelodien, aber auch mit Piano- oder Streicher-Arrangements […] einzuweben. Das wiederum führt dazu, dass die melancholische Note der Tracks stärker zum Tragen kommt“. Die Atmosphäre wird durch langsames Gitarrenspiel, eine „schwere Spielart und das Echo der verzweifelt klingenden Stimme des Sängers“ kreiert, während die Sologitarre „fast im Dauergang langgezogene Soli […] Funeral Doom typisch, immer auf den hohen Saiten“, gestaltet. Trotz offensichtlicher Veränderungen bleibe der charakteristische Klang Esoterics unverkennbar erhalten. Typisch langsames Riffing, die weiterhin mit „mäandernden Leadgitarren von hoher technischer Raffinesse und diversen psychedelischen Gitarreneffekten, die entscheidend für die tranceartige, manchmal fast psychotische Atmosphäre sind“, präge wie auch auf vorherigen Veröffentlichungen den Großteil des Albums. Dennoch verkörpere das Album eine „Experimentierfreude, die man seit The Pernicious Enigma nicht mehr gehört“ habe.

## Wahrnehmung
Die internationale Resonanz auf Paragon of Dissonance fiel durchgehend positiv aus. Dominik Sonders nannte das Album für Doom-Metal.com „einen ganz besonderen weiteren Juwel den man nicht verpassen sollte“. Das Album sei eines der besten und eigenständigsten des Jahres und ein Beleg für die Qualität der Gruppe als eine der besten des Genres insgesamt, lobten weitere internationale Rezensenten. Kritisiert wurde für Metal.de, dass Esoteric mit dieser Veröffentlichung „nicht mehr ganz so wahnsinnig und erdrückend wie einst“ sei. Andererseits wurde für Metal1.info die Qualität gelobt, die „monumentale Spielzeit von 97 Minuten“ unterhaltsam und spannend zu gestalten. „Abwechslungsarmut“, so das für Powermetal.de verfasst lobende Urteil, sei „kein Problem dieses Albums, allenfalls Sperrigkeit und eine potentielle Überlastung der zuhörenden Psyche.“ Entsprechend sei, so die Rezension für das Magazin Metal Hammer, Paragon of Dissonan „[d]er perfekte Soundtrack […] um sich auf die dunklen Tage einzustimmen.“ Das gleiche Fazit wurde auch in der für Strombringer.at verfassten Rezension formuliert.

„In über 90 Minuten führen ESOTERIC den Hörer durch eine Wüste aus verzerrten, kaputten Klanggebilden von einer Oase aus verträumten, psychedelischen Klängen zur nächsten. Dabei bringen diese Meister der schwarzen Tonkunst den Hörer mit stets neuen Werkzeugen der Seelenmarter ständig an seine Grenzen. H.P. Lovecraft hätte an dieser Musik seine helle Freude gehabt. Was für ein Monster!“